# Индепенденс (стадион, Бакау)
Индепенденс (англ. Independence Stadium) — футбольный стадион, расположенный во Бакау, Гамбия.

## История

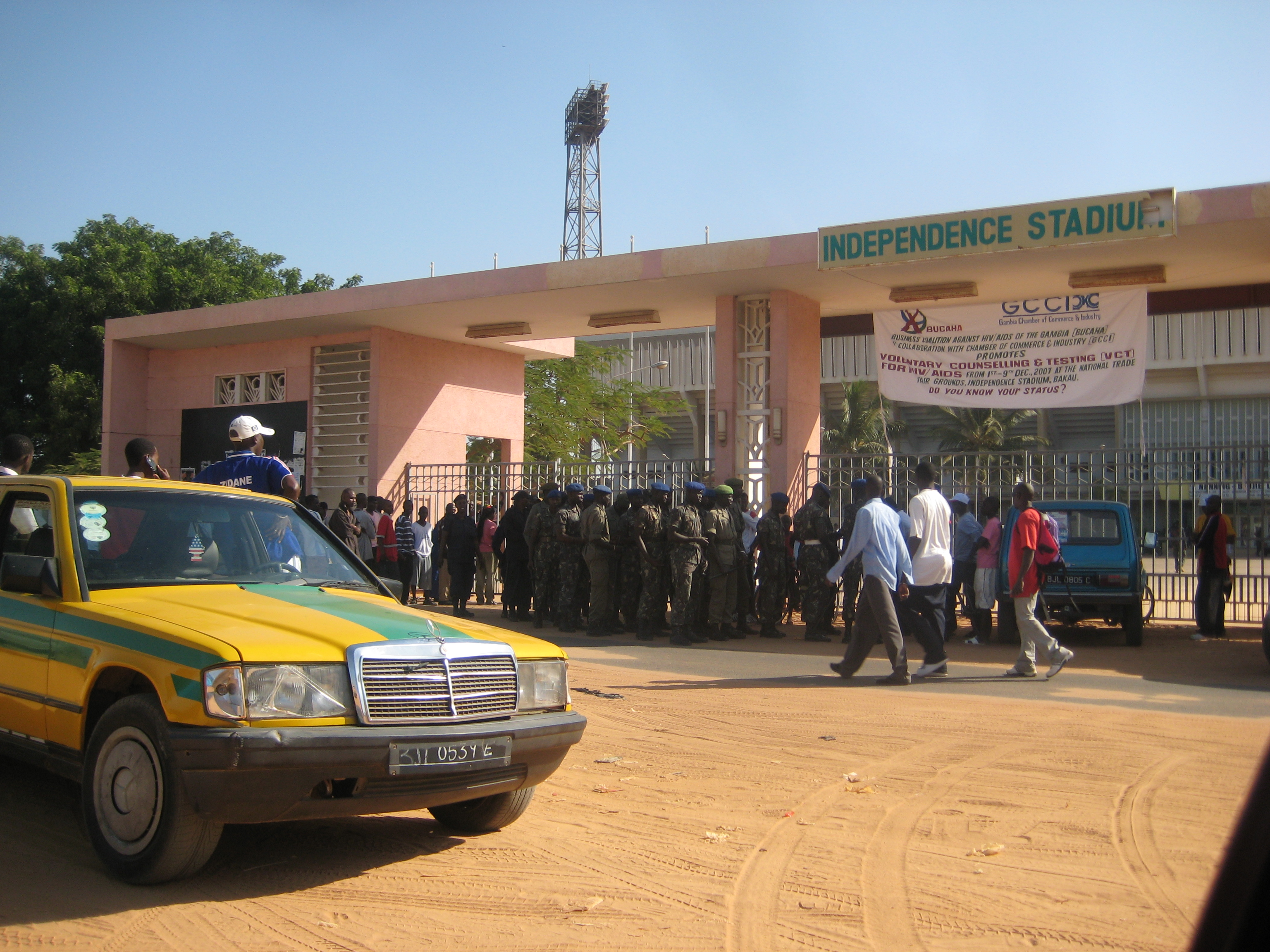
Вход на стадион

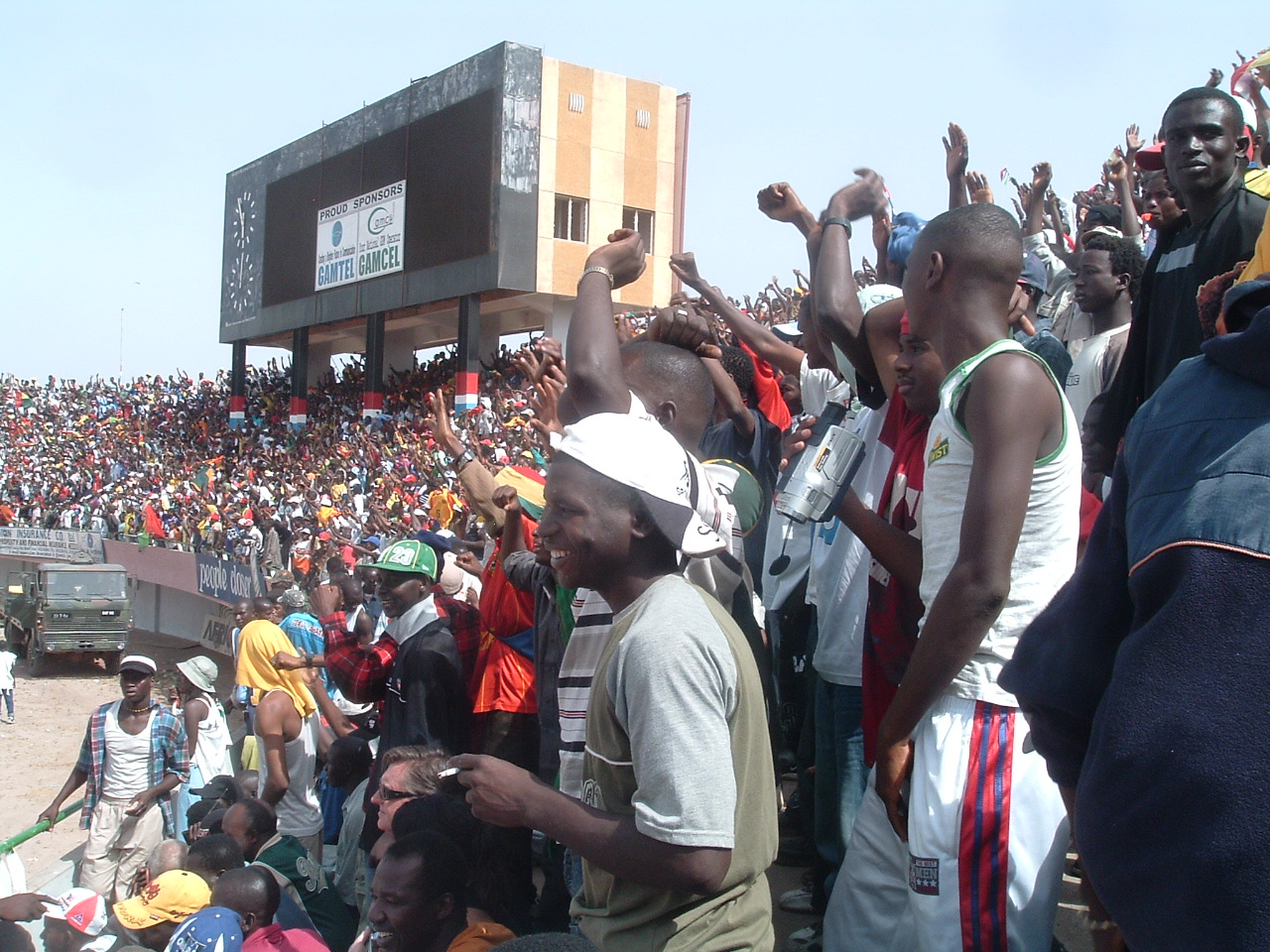
Стадион во время футбольного матча против Гвинеи

До начала начала 1980-х годов национальным стадионом был стадион Бокс-Бар в столице страны Банжуле.
Стадион был построен китайцами в рамках проекта помощи развитию и оснащён прожекторами. Его стоимость составила 38 миллионов долларов США (что эквивалентно примерно 29 миллионам евро). Вместимость составляет 25000-30000 человек. Он расположен в городе Бакау в административной единице района Большого Банжула, примерно в 11 километрах к западу от столицы Банжул и примерно в 5 километрах к северу от Серекунды. Первая игра была сыграна 13 ноября 1984 года: футбольный клуб Банжул Хоукз играл против Старлайт Ганнерс в финале SS Ceesay Trophy.
В настоящее время стадион используется в основном для футбольных матчей. На нём проводит свои матчи сборная Гамбии по футболу и несколько профессиональный футбольный клуб Уоллидан.
Помимо этого на нём также проводятся другие спортивные соревнования, концерты (в частности на нём Йуссу Н’Дур дал гигантский концерт), политические мероприятия, ярмарки и национальные праздники.

### Известные события
- 22 июля 2004 года главы государств и высокопоставленные лица нескольких африканских стран, а также премьер-министр Тайваня присутствовали на большом параде, посвящённом десятой годовщине прихода к власти президента Гамбии Яйя Джамме.[4]

- В июне 2006 года Эндрю Хокинс (потомок первого работорговца в Англии сэра Джона Хокинса) и 20 друзей из христианской благотворительной организации Lifeline Expedition преклонили колени в цепях перед 25000 африканцев, чтобы попросить прощения за участие его предка в работорговле. Вице-президент Исату Нджие-Саиди символически сняла цепи в духе примирения и прощения.[5][6]

- 18 февраля 2017 года на стадионе состоялось празднование 52-й годовщины независимости и инаугурация Адама Бэрроу на посту президента Гамбии.

- 8 сентября 2018 во время отборочного матча Кубка африканских наций 2019 против сборной Алжира на игре присутствовало 40000 зрителей, что превысило вместимость стадиона на 15000 человек.[1]